# Piedra Sola
Pour les articles homonymes, voir Piedra.
Piedra Sola est une ville de l'Uruguay située dans les départements de Paysandú et Tacuarembó. Sa population est de 211 habitants.

## Population
| Année | Population |
| ----- | ---------- |
| 1963  | 332        |
| 1975  | 324        |
| 1985  | 286        |
| 1996  | 240        |
| 2004  | 211        |

Référence,,.